# Solre-Saint-Géry
Solre-Saint-Géry [sɔːʁsɛ̃ʒeʁi] (en wallon Soure-Sint-Djri) est une section de la ville belge de Beaumont située en Wallonie dans la province de Hainaut. 
C'était une commune à part entière avant la fusion des communes de 1977.

## Toponymie
Solre-Saint-Géry signifie la partie du domaine de Solre dont la paroisse est dédiée à Saint Géry, évêque de Cambrai.
Ce territoire n'étant pas arrosé par la Solre mais par la Hantes, il devait faire partie, à l'époque mérovingienne, d'un même domaine fiscal que Solre-le-Château, Cousolre et Solre-Sur-Sambre.

## Géographie
Le village est traversé par la rivière Hantes et son affluent le ruisseau du Barbesigneau. Il est bordé au nord par Beaumont, à l’est par Barbençon, au sud par Renlies et à l’ouest, par Sivry et Grandrieu. La rivière Hantes qu'alimentent plusieurs ruisseaux est classée en site Natura 2000. Dans la vallée de la Hantes et ses affluents, alternent des milieux humides comportant des étangs et des coteaux calcaires peuplés de chênaies et hêtraies. Les prairies environnantes hébergent régulièrement la Cigogne noire. Plusieurs couples de martins-pêcheurs nichent dans les berges de la Hantes ainsi que des pics noirs dans les bois environnants.
L'altitude de Solre-Saint-Géry est comprise entre 160 m et 250 m. Le village fait partie de la région naturelle de la Fagne,  vaste dépression constituée principalement de schistes formés lors du dévonien supérieur. Les paysages de la Fagne-Famenne sont habituellement couverts de prairies sur un relief ondulé, ponctué de collines boisées.
La géologie de Solre-Saint-Géry est constituée de bandes schisteuses frasniennes et calcaires. Une ancienne carrière au nord de Solre-Saint-Géry expose un calcaire massif gris à coraux et crinoïdes. Les calcaires argileux gris stratifiés formant les faciès encaissants y sont également bien visibles. Le marbre de Solre-Saint-Géry, communément appelé « marbre de Sainte-Anne » du nom de la chapelle édifiée à proximité, y a été exploité à partir du XVIIe siècle.
Solre-Saint-Géry compte plusieurs hameaux : Bon Air, Cense Toffette, Court-Tournant, L’Escaille, Hututu, Jonquières, Lorroir, Marteau-Bernard et Trou du Loup.

## Évolution démographique
- Sources : INS, Rem. : 1831 jusqu'en 1970 = recensements, 1976 = nombre d'habitants au 31 décembre.

## Histoire
En 1840, des tombeaux, urnes funéraires, fibules et épingles en bronze et objets de parure romaines sont découverts sur le territoire de Solre-Saint-Géry contenant des monnaies à l'effigie de Jules César, Hadrien, Antonin, Vespasien, Faustine, etc.On y a également retrouvé les fondations d'une villa romaine qui a continué à être habitée sous l'époque franque. Le quartier du Tombois abrite ainsi un cimetière de l'époque mérovingienne.
Il semble bien que Solre-Saint-Géry ait été donné par sainte Aldegonde, fondatrice de Maubeuge, à son monastère de Maubeuge. L'église du lieu a été le siège d'une paroisse primitive fondée avant 820 et sur son territoire furent érigées — successivement entre 1161 et 1803 — sept paroisses : Leugnies, Froidchapelle, Rance, Thirimont, Leval-Chaudeville, Beaumont (autonome seulement en 1631) et Fourbechies.
Un document du Xe siècle nous apprend que les moniales de Maubeuge possédaient dans le village une maison et ses dépendances, trois cultures comportant 100 bonniers, une forêt pouvant servir à engraisser 300 porcs, un pré où l'on peut recueillir dix charrettes de foin, trois moulins et deux brasseries; enfin, une église publique. Il s'y trouvait 7 serfs et 10 serves.

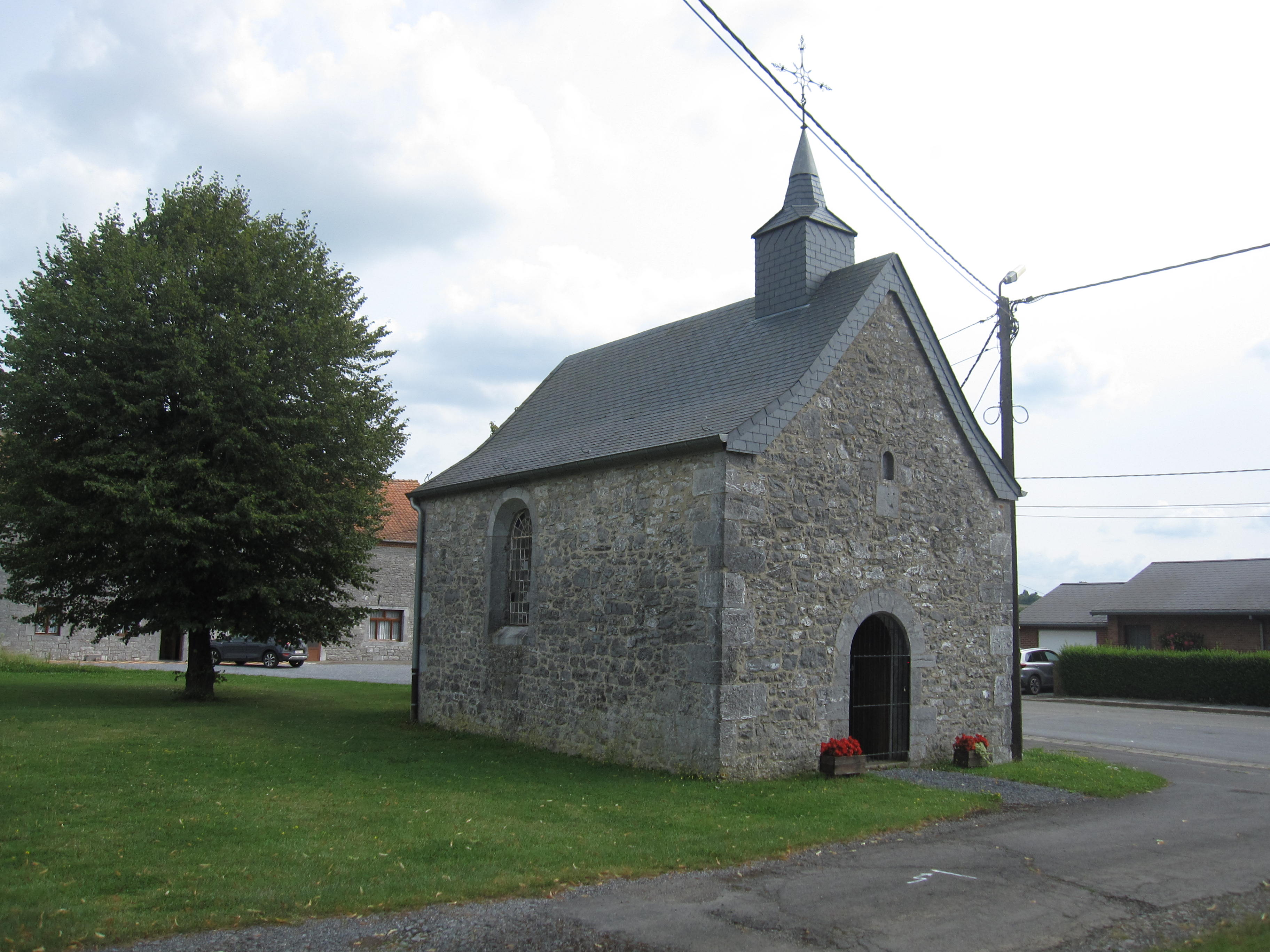
La chapelle Sainte-Anne dédiée aux pestiférés.

En 1150, l’abbaye de Floreffe acquiert le patronat et une partie de la dîme; dès lors — et jusqu’à la fin de l’Ancien Régime —  la paroisse (dédiée d'abord à Notre-Dame puis au XVIIe siècle, à saint Jean-Baptiste) est desservie par trois religieux de ce monastère dont l’un est curé. En 1211 par contre, un noble fait don de sa part de la dîme à l’abbaye d’Aulne, ce qui va provoquer des dissensions bientôt aplanies par un compromis entre les parties intéressées. L’église est incendiée en 1637 au commencement de la guerre franco-espagnole; en 1794, elle le fut à nouveau par les soldats français, ainsi que le presbytère; sa restauration commença quelques années plus tard tandis que le chœur et la tour furent achevés sous le régime hollandais.
Avoués du monastère de Sainte-Aldegonde de Maubeuge, les comtes du Hainaut s’emparent assez tôt de ce domaine qu’ils cèdent en 1453 à la famille de Croÿ. En 1608, le duc Charles de Croÿ fait rédiger le besogné du lieu c'est-à-dire une description de la seigneurie avec plan et diverses informations des plus intéressantes.
Vers 1830, la commune comptait 833 habitants et 178 maisons dont 90 au centre. Outre l'agriculture, plusieurs industries donnaient du travail à la population : haut-fourneau, forge avec affinerie et platinerie alimentées au charbon de bois, fabrique de chaux, briqueterie, poterie, scierie de marbre et moulin.
En 1882, la ligne de chemin de fer Thuin-Chimay (109/2) sur laquelle se trouve la gare de Solre-Saint-Géry est mise en service. La ligne comporte un viaduc à sept arches enjambant la Hantes à Solre-Saint-Géry. Elle restera en service jusqu'en 1964 et est reconvertie en RAVel depuis les années 2000.

### Seconde Guerre mondiale
En mai 1940, l'aviation allemande bombarde Solre-Saint-Géry et y tue des réfugiés de la province de Namur.
Le 29 janvier 1944, à la suite d'ennuis techniques, la forteresse volante B-17 G.I. Sheets se pose au Champ-Marly. Des dix hommes d’équipage, un mitrailleur est tué ; deux blessés graves sont soignés puis envoyés dans un camp de prisonniers; deux autres, recueillis par la Résistance, sont exfiltrés en France en mai et arrêtés à Lille; le copilote réussira à gagner l’Angleterre tandis qu‘un de ses compagnons est arrêté; enfin, les trois derniers sont cachés dans la région jusqu’à la libération.
Un monument en pierre portant leur nom a été érigé au lieu de la chute, à la route de Barbençon.

## Patrimoine et culture

### Patrimoine architectural
- Église Saint-Jean-Baptiste : de style néo-classique construite au XIXe siècle en briques et moellons en remplacement de l'église Saint-Géry, important édifice gothique détruit à la Révolution française[11].
- Ferme des Dames dédiée à Sainte-Aldegonde qui appartenait au monastère Sainte-Aldegonde de Maubeuge[12].

- Chapelle Sainte-Anne : date de 1660. Construite dans un ancien cimetière de pestiférés[13] en pierre bleue. Le plafond du XVIIIe siècle est stuqué et peint[13].
- Autres chapelles : Notre-Dame de Grâce, Saint-Joseph, Chapelle-calvaire.
- Moulin de la Fabrique : gros bâtiment en pierre le long de la Hantes datant du milieu du XVIIIe siècle.
- Château de la Forge et pont-digue : au lieu-dit l'Enclume-Village, barrage sur la Hantes destiné à alimenter en énergie une ancienne forge en amont de la localité.
- Château Turlot : construit en 1907 par la famille Turlot.
- Potales : de Notre-Dame de Bon Secours, du Petit Jésus de Tongres, du Sacré-Cœur, de Saint-Louis de Gonzague, de la Vierge, « Mon Jésus » et de Saint-Antoine.

## Économie
Depuis le Moyen Âge, Solre-Saint-Géry a une activité économique mi-industrielle et mi-agricole.
L'industrie du fer était déjà mentionnée dans un document de Liège datant du Xe siècle. Des fonderies existaient le long de la Hantes. Dès 1739, Solre-Saint-Géry avait un fourneau qui fonctionna jusqu'au XIXe siècle en transformant le minerai venant de Fraire, Saint-Aubain et Morialmé.
Depuis le XVIIe siècle, plusieurs carrières de calcaire ou marbre noir et blanc ont été exploitées au nord de Solre-Saint-Géry. Vers 1750, la scierie du moulin de la Fabrique est construite par Pierre-Joseph Thomas et Jean-Jacques Boucqneau, marbriers à Rance (Belgique). L'entreprise est florissante à la fin du XVIIIe siècle. Sur les terrains dépendant de la scierie, s'est établie en 1852 la filature Devaux, construite par Constantin et Françoise Devaux originaires de Beaumont. L'atelier comprenait dix métiers à tisser.
L'activité économique du village est actuellement à dominante agricole. Il y a également une activité touristique avec la présence de plusieurs gîtes, d'un hôtel et restaurant gastronomique. Cette activité est également liée à la proximité des lacs de l'Eau-d'Heure.
Un marché de producteurs locaux/jardin bio avec un verger hautes-tiges d'anciennes variétés s'est implanté sur le site de l'ancienne gare de Solre-Saint-Géry bordant la ligne de chemin de fer (reconvertie en RAVel).